# Mopti (flygplats)
Mopti är en flygplats i Mali. Den ligger i den centrala delen av landet, 500 km öster om huvudstaden Bamako. Mopti ligger 276 meter över havet.
Terrängen runt Mopti är platt. Runt Mopti är det ganska tätbefolkat, med 83 invånare per kvadratkilometer. Närmaste större samhälle är Mopti, 11,6 km väster om Mopti. Trakten runt Mopti består i huvudsak av gräsmarker.